# Чичавица
Чичавица е хълмисто-планински район в Централно Косово между Косово поле и Дреница. Дължината ѝ е 8 km, а ширината 5 km. Най-високата ѝ точка се издига на 1091 m над морското ниво.
Източно от Чичавица протича Ситница, а в района ѝ са градовете Прищина, Вучитрън, Обилич и село Становци.